# Circonscription de Grayndler
La circonscription de Grayndler est une circonscription électorale australienne en Nouvelle-Galles du Sud. Elle a été créée en 1949 et porte le nom d'Edward Grayndler qui a été secrétaire général de l’Australian Workers Union de 1912 à 1941.
Elle est située dans la proche banlieue de Sydney, au sud-ouest du centre-ville. Elle inclut les quartiers de Annandale, Ashfield, Dulwich Hill, Leichhardt, Marrickville, Newtown et Petersham. Elle est le siège le plus sûr pour le Parti travailliste en Nouvelle-Galles du Sud.

## Représentants
| Nom              | Parti        | Période de mandat |
| ---------------- | ------------ | ----------------- |
| Fred Daly        | Travailliste | 1949–1975         |
| Tony Whitlam     | Travailliste | 1975–1977         |
| Frank Stewart    | Travailliste | 1977–1979         |
| Leo McLeay       | Travailliste | 1979–1993         |
| Jeannette McHugh | Travailliste | 1993–1996         |
| Anthony Albanese | Travailliste | 1996–en cours     |